# Ханская пещера
Ханская пещера (азерб. Xan mağarası) — пещерный комплекс каменного века, располагающийся недалеко от села Дашалты в Шушинском районе Азербайджана. Комплекс примечателен своей археологической значимостью.
Он расположен посреди густого леса Топхана, на берегу реки Каркар. Пещера образована в толстослоистых, пластинчатых юрских известняках на высоте 1396 м над уровнем моря.

## Исследование
Первое краткое научное описание пещеры было завершено в 2011 году, за которым последовали предварительные археологические изыскания в 2014 и 2015 годах. Масштабные раскопки на месте начались в 2016 году и продолжились в 2017 и 2018 годах. Ископаемый материал, представленный здесь, был извлечен из внутренней камеры пещеры 1 во время исследовательского полевого сезона 2015 года.
Пещера моложе Азыхской, и её культурный слой относится к периоду от позднего палеолита до средних веков, материал имеет возраст 40—60 тысяч лет.
Были проведены геофизические исследования пещеры, в том числе с помощью георадара, и построена карта стенок ямы, показывающая степень обрушения брекчии кровли и отложений осадочных пород на полу пещеры. Материал обрушения состоит из хаотичных известняковых брекчий и блоков. Тщательный анализ отложений пола пещеры позволил реконструировать палеосреду позднего плейстоцена в её окрестностях. Анализы включали комплексные седиментологические исследования (стратиграфия, гранулометрический анализ) вместе с геохимическими (рентгеновская флуоресценция) и палинологическими наблюдениями.